# Halowe Mistrzostwa Europy w Lekkoatletyce 1979 – bieg na 60 m przez płotki mężczyzn
Bieg na 60 metrów przez płotki mężczyzn – jedna z konkurencji biegowych rozgrywanych podczas halowych lekkoatletycznych mistrzostw Europy w hali Ferry-Dusika-Hallenstadion w Wiedniu. Eliminacje, półfinały i bieg finałowy zostały rozegrane 25 lutego 1979. Zwyciężył reprezentant Niemieckiej Republiki Demokratycznej Thomas Munkelt, który tym samym obronił tytuł zdobyty na poprzednich mistrzostwach. W finale uzyskał najlepszy na świecie wynik przy pomiarze automatycznym – 7,59 s (w tym czasie uznawano halowe rekordy świata mierzone ręcznie).

## Rezultaty

### Eliminacje
Rozegrano 3 biegi eliminacyjne, do których przystąpiło 14 biegaczy. Awans do półfinału dawało zajęcie jednego z pierwszych trzech miejsc w swoim biegu (Q). Skład półfinałów uzupełniło trzech zawodników z najlepszym czasem wśród przegranych (q).
Opracowano na podstawie materiału źródłowego.
Bieg 1
| Miejsce | Zawodnik          | Czas | Uwagi |
| ------- | ----------------- | ---- | ----- |
| 1       | Andriej Prokofjew | 7,72 | Q     |
| 2       | Arto Bryggare     | 7,82 | Q     |
| 3       | Romuald Giegiel   | 7,93 | Q     |
| 4       | Béla Bodó         | 8,15 |       |

Bieg 2
| Miejsce | Zawodnik              | Czas | Uwagi |
| ------- | --------------------- | ---- | ----- |
| 1       | Eduard Pieriewierziew | 7,75 | Q     |
| 2       | Thomas Munkelt        | 7,77 | Q     |
| 3       | Javier Moracho        | 7,83 | Q     |
| 4       | Jan Pusty             | 7,91 | q     |
| 5       | Winfried Kessel       | 8,01 | q     |

Bieg 3
| Miejsce | Zawodnik              | Czas | Uwagi |
| ------- | --------------------- | ---- | ----- |
| 1       | Wiaczesław Kulebiakin | 7,82 | Q     |
| 2       | Borisav Pisić         | 7,92 | Q     |
| 3       | Płamen Krystew        | 7,94 | Q     |
| 4       | Reijo Byman           | 8,01 | q     |
| 5       | Herbert Kreiner       | 8,33 |       |

### Półfinały
Rozegrano 2 biegi półfinałowe, w których wystartowało 12 biegaczy. Awans do finału dawało zajęcie jednego z trzech pierwszych miejsc w swoim biegu (Q)
Opracowano na podstawie materiału źródłowego.
Bieg 1
| Miejsce | Zawodnik              | Czas | Uwagi |
| ------- | --------------------- | ---- | ----- |
| 1       | Arto Bryggare         | 7,74 | Q     |
| 2       | Romuald Giegiel       | 7,82 | Q     |
| 3       | Wiaczesław Kulebiakin | 7,84 | Q     |
| 4       | Andriej Prokofjew     | 7,92 |       |
| 5       | Borisav Pisić         | 7,94 |       |
| 6       | Winfried Kessel       | 8,03 |       |

Bieg 2
| Miejsce | Zawodnik              | Czas | Uwagi |
| ------- | --------------------- | ---- | ----- |
| 1       | Thomas Munkelt        | 7,68 | Q     |
| 2       | Javier Moracho        | 7,79 | Q     |
| 3       | Eduard Pieriewierziew | 7,80 | Q     |
| 4       | Płamen Krystew        | 7,95 |       |
| 5       | Jan Pusty             | 7,88 |       |
| 6       | Reijo Byman           | 8,04 |       |

### Finał
Opracowano na podstawie materiału źródłowego.
| Miejsce | Zawodnik              | Czas | Uwagi |
| ------- | --------------------- | ---- | ----- |
| 1       | Thomas Munkelt        | 7,59 | CR    |
| 2       | Arto Bryggare         | 7,67 |       |
| 3       | Eduard Pieriewierziew | 7,70 |       |
| 4       | Wiaczesław Kulebiakin | 7,77 |       |
| 5       | Romuald Giegiel       | 7,78 |       |
| 6       | Javier Moracho        | 7,81 |       |